# Tachyphyle
Tachyphyle is een geslacht van vlinders van de familie spanners (Geometridae), uit de onderfamilie Geometrinae.

## Soorten
- T. acuta Butler, 1881
- T. albisparsa Warren, 1907
- T. allineata Warren, 1900
- T. antimima Prout, 1932
- T. apicibadia Prout, 1932
- T. assa Druce, 1892
- T. basiplaga Walker, 1861
- T. costiscripta Warren, 1906
- T. deaster Schaus, 1912
- T. hamata Schaus, 1912
- T. maiester Dyar, 1914
- T. nepia Prout, 1932
- T. occulta Warren, 1901
- T. olivia Schaus, 1901
- T. oubrica Dyar, 1914
- T. pigraria Wichers & Scheller, 1830
- T. subfulvata Warren, 1906
- T. undilineata Warren, 1900